# Pekka Pyykkö

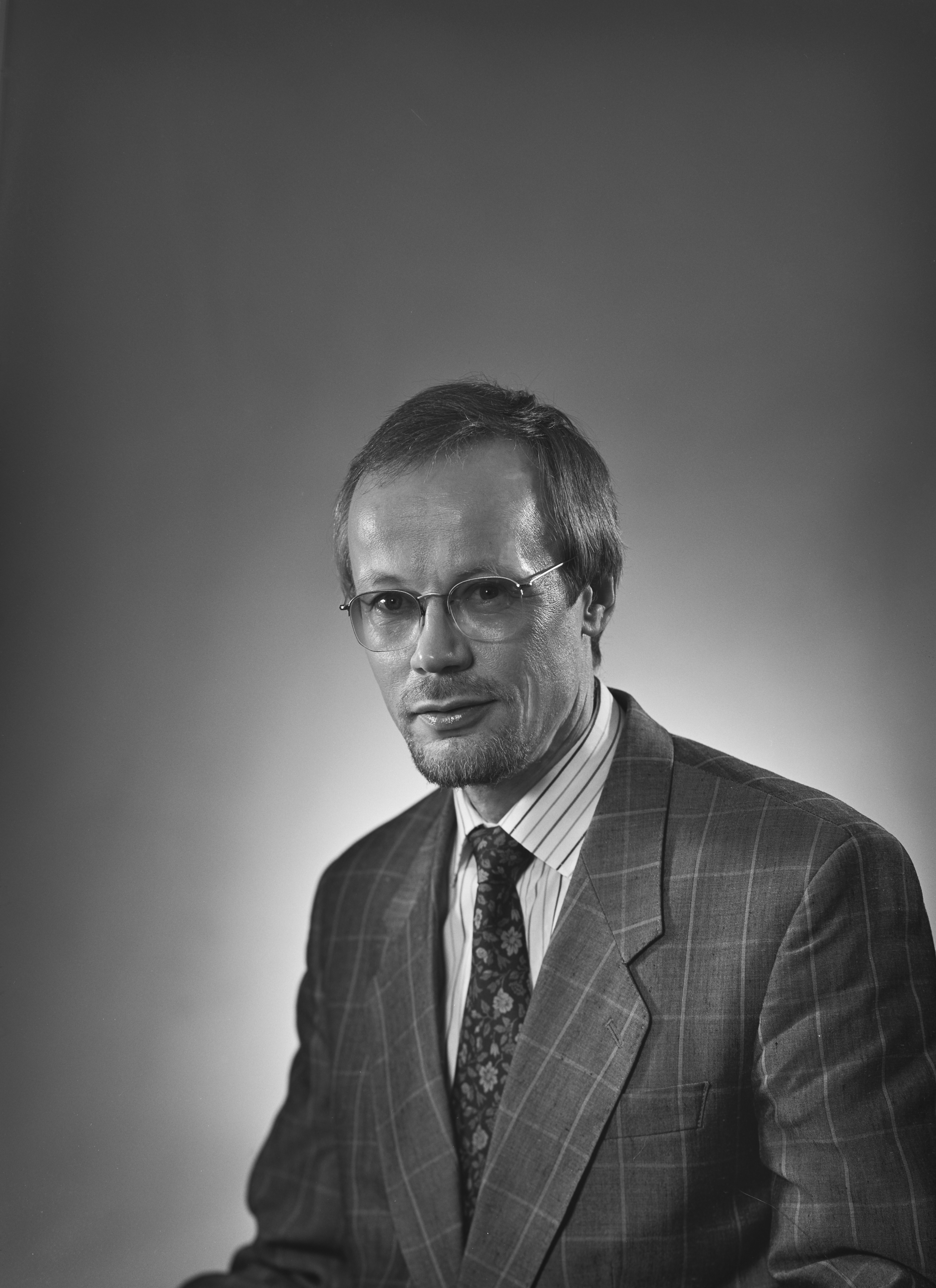
Pekka Pyykkö (1991)

Veli Pekka Pyykkö (geboren am 12. Oktober 1941 in Hinnerjoki, Finnland) ist ein emeritierter finnischer Professor für Physikalische Chemie an der Universität Helsinki.  International bekannt ist er für seine Erweiterung des Periodensystems der Elemente, benannt als das Pyykkö-Modell für das erweiterte Periodensystem, und damit zusammenhängend für Arbeiten zu relativistischen Effekten in der Chemie.

## Leben
Pyykkö wuchs in Turku auf und machte dort 1959 am Turun klassillinen lyseo sein Abitur. Er studierte von 1959 bis 1967 Physik, Mathematik und Chemie an der Universität Turku. Die Teilnahme an einer Fortbildung in Uppsala im Jahr 1965 brachte Pyykkö zur Quantenchemie. 1967 promovierte er in Turku mit einer Dissertation über magnetische Kernresonanz von deuterierten Verbindungen. Quantenchemie und kernmagnetische Resonanzphänomene waren auch der Schwerpunkt seiner postdoktoralen Forschungen. Diese führte ihn zwischen 1967 und 1972 an Forschungszentren in Aarhus, Göteborg und Helsinki. Von 1974 an arbeitete er ein Jahrzehnt als Associate Professor für Quantenchemie an der Universität Åbo Akademi in Turku. 1984 folgte er dem Ruf der Universität Helsinki, wo er bis zu seiner Emeritierung im November 2009 als Professor für Chemie Forschung und Lehre betrieb.
Pyykkö erhielt zahlreiche Forschungspreise, darunter den Humboldt-Forschungspreis der Alexander von Humboldt-Stiftung (2002) und die Schrödinger Medal der World Association of Theoretical and Computational Chemists (2012). Von 2009 bis 2012 war er Präsident der International Academy of Quantum Molecular Science. An der Philipps-Universität Marburg forschte er 1995 als Gastprofessor.
Pyykkö ist Mitglied in zahlreichen europäischen wissenschaftlichen Fachgesellschaften und Akademien, darunter der Académie Européenne des Sciences, des Arts et des Lettres, Paris (korrespondierend 1981, Vollmitglied 1991), Finska Vetenskaps-Societeten 1985 (Vorsitzender, April 2010-April 2013), Suomalainen Tiedeakatemia 1989, schwedische Königliche Gesellschaft der Wissenschaften in Uppsala 1990, International Academy of Quantum Molecular Sciences, Menton 1992 (Präsident, Juli 2009 – Juni 2012), Bayerische Akademie der Wissenschaften (korrespondierend) 2000, Academia Europaea 2007, die schwedische Kungliga Vetenskapsakademien (ausländisches Mitglied) 2011.

## Schriften
- Relativistic Theory of Atoms and Molecules, 3 Bände, Springer, Berlin / Heidelberg 1986, 1993, 2000.

## Auszeichnungen
- 1978: Harry-Elving-Preis, Åbo Akademi, Finnland
- 1997: A. I. Virtanen-Preis, Finnland
- 1998: E. J. Nyström-Preis der Finnischen Wissenschaftlichen Gesellschaft
- 2002: Humboldt-Forschungspreis der Alexander von Humboldt-Stiftung
- 2009: Ordre des Palmes Académiques, Frankreich
- 2012: Schrödinger-Medaille der World Association of Theoretical and Computational Chemists
- 2015: Hans-Hellmann-Lecture des Fachbereichs Chemie der Philipps-Universität Marburg[5]